# Septymiusz Sewer
Lucjusz Septymiusz Sewer, Lucius Septimius Severus (ur. 11 kwietnia 145/146 w Leptis Magna, zm. 4 lutego 211 w Eboracum) – cesarz rzymski od 9 kwietnia 193 do swojej śmierci.

## Życiorys
Ekwita, prawnik. Od 173 senator, konsul pomocniczy, następnie namiestnik Panonii. Pochodził z Leptis Magna w Afryce, prawdopodobnie z rodziny o rodowodzie punickim. Jego ojcem był Publius Septimius Geta, a matką Fulvia Pia. W 173 roku ożenił się po raz pierwszy. Po śmierci pierwszej żony, latem 187 roku ożenił się z Julią Domną, córką Bassjanusa – arcykapłana boga Baala w Emesie, z którą miał dwóch synów: Karakallę i Getę.

### Jako cesarz
Po śmierci Pertynaksa w 193 roku wybrany przez żołnierzy cesarzem. W wyniku wojny domowej pokonał konkurentów do tronu: Didiusza Juliana, Pescenniusza Nigra i Klodiusza Albina. W latach 197–199 pokonał króla Partów Wologazesa V i utworzył na zdobytych terenach nową prowincję Mezopotamię, której zarząd powierzył prefektowi i wikariuszom mianowanym spośród ekwitów. Podczas tej wojny z Partami miał stłumić powstanie żydowskie w Palestynie. Założyciel dynastii Sewerów. Synowie Karakalla i Geta otrzymali za jego życia tytuł cezarów, a następnie augustów.
Po pokonaniu Pescenniusza Nigra zrównał z ziemią wspierające uzurpatora miasto Bizancjum (Byzantion), czyli późniejszy Konstantynopol. Po kilku latach zdecydował jednak o jego odbudowie i to właśnie Septymiuszowi Sewerowi przypisuje się rozpoczęcie budowy, na gruzach miasta greckiego, typowo rzymskiej metropolii. Po stu latach jego projekt kontynuował Konstantyn Wielki.
W 195 roku zbuntował i ogłosił się augustem namiestnik Brytanii, Klodiusz Albin. Przeniósł on lojalne wobec niego legiony do Galii, osłabiając północne granice imperium. W lutym 197 Septymiusz pokonał Klodiusza w bitwie pod Lugdunum.
W następstwie tych wydarzeń zreformował podział administracyjny rzymskiej Brytanii, dzieląc ją na dwie prowincje:
- Britannia Inferior, zarządzana przez namiestnika w randze konsularnej; dysponowała dwoma legionami (XX Valeria Victrix i VI Victrix)
- Britannia Superior, zarządzana przez senatora w randze pretora; dysponowała legionem II Augusta[3]

W 208 roku Septymiusz stanął na czele około 40-tysięcznej armii i wyruszył na wyprawę do północnej Brytanii, przeciwko Kaledończykom i Meatom, którzy najeżdżali rzymskie ziemie od kiedy osłabił je Klodiusz Albin. Długa kampania bez wyraźnych sukcesów odbiła się na zdrowiu cesarza, który w 210 roku oddał dowodzenie swojemu synowi Karakalli i wycofał się do Eboracum. Tam zmarł w 211 roku.
Po śmierci Septymiusza kampanię zakończono, a imperium wycofało się z Wału Antonina, opierając północną granicę na Wale Hadriana.

#### Polityka wewnętrzna
Stworzył trzy nowe legiony zwane partyjskimi. Za jego rządów, wbrew ponad dwustuletniej tradycji, pod Rzymem stacjonował legion (II partyjski). Opierał się na ekwitach, ograniczył wpływy senatu do minimum, sam mianował wszystkich urzędników, łącznie z konsulami. Ze względów strategicznych i dla zapobieżenia wojnom domowym przeprowadził podział większych prowincji imperium (jak Syria) na mniejsze jednostki. Dla zyskania poparcia armii pozwolił legionistom na zawieranie małżeństw, posiadanie ziemi, zamieszkiwanie w miastach poza obozami – przed ukończeniem służby. Reforma ta nie obniżała dyscypliny w armii rzymskiej, lecz była jedynie zalegalizowaniem stanu
faktycznego. Rozwiązał starą gwardię pretoriańską, oskarżając ją o zabójstwo Pertinaksa i utworzył nową, do której żołnierzy werbowano także spoza Italii.

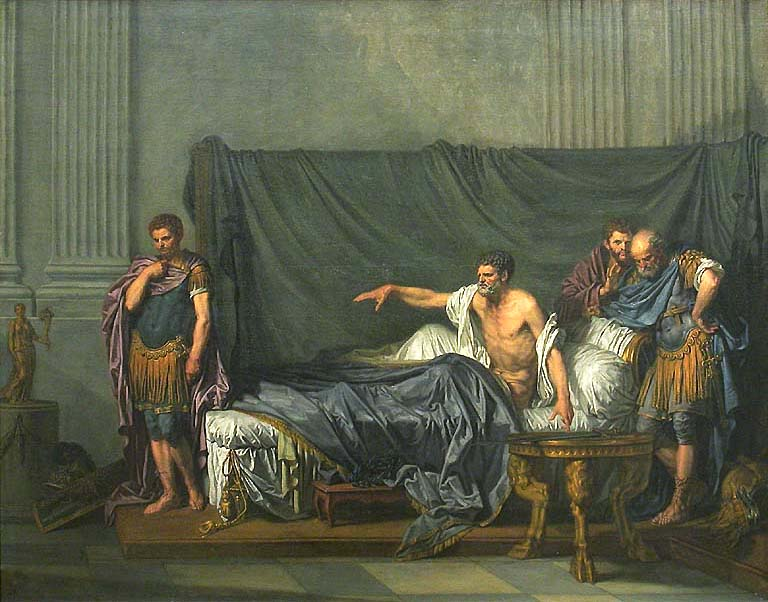
Septymiusz upominający Karakallę (mal. J.B. Greuze, 1769)

Od wczesnego dzieciństwa był miłośnikiem prawa i jako cesarz otaczał się prawnikami. Starał się bronić ubogich (humiliores) przed bogatymi (honestiones) i objąć opieką państwa wszystkich mieszkańców imperium. Rozbudował administrację centralną o dwie nowe kancelarie cesarskie. Wielu afrykańskim miastom nadał status municypiów, a także prawo italskie, zwalniając je tym samym z podatków.
W 202 wydał rozporządzenie zakazujące przyjmowania wiary chrześcijańskiej i żydowskiej oraz zgromadzeń, co spowodowało nasilenie represji wobec tych grup (męczeństwo Ireneusza z Lyonu, Perpetui z Kartaginy).
Edykt miał także znaczenie w kontekście pojawienia się praktyki chrztu niemowląt w chrześcijaństwie.

### Śmierć
Zmarł w Eboracum podczas wyprawy do Brytanii. Władzę po nim przejęli synowie Karakalla i Geta.